# Чани, Тони
Тони Жислен Чани (фр. и англ. Tony Ghislain Tchani; 13 апреля 1989, Бафанг, Камерун) — камерунский и американский футболист, полузащитник.

## Карьера

### Молодёжная и любительская карьера
Чани приехал в США в декабре 2006 года. Сперва жил с матерью в Мэриленде, позднее переехал в Норфолк, штат Виргиния, чтобы учиться в местной старшей школе и играть за её футбольную команду.
В 2008 году Чани поступил в Виргинский университет и начал играть за университетскую футбольную команду «Верджиния Кавальерс» в Национальной ассоциации студенческого спорта. В сезоне 2008 был признан лучшим игроком-первокурсником в Конференции атлантического побережья. В сезоне 2009 был включён в первую символическую сборную южного региона и первую всеамериканскую символическую сборную, попал в число полуфинальных номинантов на Hermann Trophy, приз лучшему игроку студенческого футбола США.
В 2008 году также выступал за клуб «Хамптон-Родс Пираньяс» в Премьер-лиге развития ЮСЛ.

### Клубная карьера
Оставив университет после второго года обучения, Чани подписал контракт с MLS по программе Generation adidas.
На Супердрафте MLS 2010 Чани был выбран в первом раунде под общим вторым номером клубом «Нью-Йорк Ред Буллз». Его профессиональный дебют состоялся 27 марта 2010 года в матче первого тура сезона против «Чикаго Файр», в котором он вышел на замену на 90-й минуте вместо Макумбы Канджи. 20 мая 2010 года в матче против «Коламбус Крю» забил свой первый гол в профессиональной карьере, замкнув кросс Карлоса Мендеса на 81-й минуте.
1 апреля 2011 года «Ред Буллз» приобрёл Дуэйна Де Розарио у «Торонто», отдав взамен Тони Чани и Данли Бормана с пиком первого раунда Супердрафта MLS 2012. За «красных» он дебютировал 2 апреля 2011 года в матче против «Чивас США», выйдя в стартовом составе. 23 апреля 2011 года в матче против «Коламбус Крю» забил свой первый гол за «Торонто», но во время празднования взятия ворот перепрыгнул через рекламные щиты и обнялся с болельщиками, за что получил вторую жёлтую карточку и был удалён с поля.
15 июля 2011 года Чани был обменян в «Коламбус Крю» на Энди Айро и Леандра Гриффита. Из-за проблем с коленом, по поводу чего 26 августа 2011 года перенёс операцию, пропустил три с половиной месяца, и дебютировал за «Крю» 27 октября 2011 года в матче предварительного раунда плей-офф против «Колорадо Рэпидз». 23 июня 2012 года в матче против «Чикаго Файр» забил свой первый гол за «Крю». По окончании сезона 2012 «Коламбус Крю» не продлил контракт с Чани, но 7 декабря 2012 года клуб подписал новый контракт с игроком. Сезон 2015 стал для Чани наиболее успешным в его карьере в MLS: в 32-х матчах, выходя в стартовом составе «Крю» на позиции центрального полузащитника, он забил пять голов и отдал шесть голевых передач.
30 марта 2017 года Чани с доплатой $225 тыс. целевых и $75 тыс. общих распределительных средств был обменян в «Ванкувер Уайткэпс» на Кекуту Манне. За «Уайткэпс» дебютировал 1 апреля 2017 года в матче против «Лос-Анджелес Гэлакси», выйдя на замену на 64-й минуте. 24 июня 2017 года в матче против «Миннесоты Юнайтед» забил свой первый гол за «Уайткэпс».
28 февраля 2018 года Чани был приобретён «Чикаго Файр» за $150 тыс. в целевых распределительных средствах. За «Файр» дебютировал 10 марта 2018 года в матче против «Спортинга Канзас-Сити», выйдя в стартовом составе. 7 июля 2018 года в матче против своего бывшего клуба «Ванкувер Уайткэпс» забил свой первый гол за «Файр». 9 августа 2018 года «Чикаго Файр» отчислил Чани.
7 августа 2019 года Чани подписал контракт с клубом Канадской премьер-лиги «Эдмонтон». В КПЛ дебютировал 10 августа 2019 года в матче против «Пасифика». 4 ноября 2019 года «Эдмонтон» объявил о решении не продлевать контракт с Чани, истекший 31 октября 2019 года, на следующий сезон.
30 июля 2021 года Чани присоединился к клубу Национальной независимой футбольной ассоциации «Мэриленд Бобкэтс», подписав контракт на предстоящий осенний сезон.

### Международная карьера
В январе 2013 года Чани получил гражданство США.
2 ноября 2015 года Чани был впервые вызван в сборную Камеруна, на матчи отборочного турнира чемпионата мира 2018 против сборной Нигера 13 и 17 ноября, но из-за травмы подколенного сухожилия не смог присоединиться к «неукротимым львам».
6 января 2016 года Чани был приглашён в ежегодный январский тренировочный лагерь сборной США, завершавшийся товарищескими матчами со сборными Исландии 31 января и Канады 5 февраля. В матче с исландцами дебютировал за звёздно-полосатую дружину, заменив на 71-й минуте Джермейна Джонса.
Так как его матч за сборную США был товарищеским, Чани мог одноразово сменить футбольное гражданство, и 19 марта 2016 года вновь получил вызов в сборную Камеруна, на отборочные матчи Кубка африканских наций 2017 против сборной ЮАР 26 и 29 марта. Дебютировал за «неукротимых львов» в первом матче.

## Статистика
| Выступление        | Выступление      | Выступление      | Лига | Лига | Плей-офф | Плей-офф | Кубок | Кубок | Континент | Континент | Итого | Итого |
| Клуб               | Лига             | Сезон            | Игры | Голы | Игры     | Голы     | Игры  | Голы  | Игры      | Голы      | Игры  | Голы  |
| ------------------ | ---------------- | ---------------- | ---- | ---- | -------- | -------- | ----- | ----- | --------- | --------- | ----- | ----- |
| Нью-Йорк Ред Буллз | MLS              | 2010             | 27   | 1    | 0        | 0        | 1     | 0     | —         | —         | 28    | 1     |
| Нью-Йорк Ред Буллз | MLS              | 2011             | 2    | 0    | —        | —        | —     | —     | —         | —         | 2     | 0     |
| Нью-Йорк Ред Буллз | Итого            | Итого            | 29   | 1    | 0        | 0        | 1     | 0     | —         | —         | 30    | 1     |
| Торонто            | MLS              | 2011             | 13   | 1    | —        | —        | 4     | 0     | —         | —         | 17    | 1     |
| Торонто            | Итого            | Итого            | 13   | 1    | —        | —        | 4     | 0     | —         | —         | 17    | 1     |
| Коламбус Крю       | MLS              | 2011             | 0    | 0    | 1        | 0        | 0     | 0     | —         | —         | 1     | 0     |
| Коламбус Крю       | MLS              | 2012             | 22   | 2    | —        | —        | 0     | 0     | —         | —         | 22    | 2     |
| Коламбус Крю       | MLS              | 2013             | 22   | 0    | —        | —        | 1     | 0     | —         | —         | 23    | 0     |
| Коламбус Крю       | MLS              | 2014             | 33   | 0    | 2        | 1        | 2     | 0     | —         | —         | 37    | 1     |
| Коламбус Крю       | MLS              | 2015             | 32   | 5    | 5        | 0        | 2     | 0     | —         | —         | 39    | 5     |
| Коламбус Крю       | MLS              | 2016             | 21   | 1    | —        | —        | 2     | 0     | —         | —         | 23    | 1     |
| Коламбус Крю       | MLS              | 2017             | 0    | 0    | —        | —        | —     | —     | —         | —         | 0     | 0     |
| Коламбус Крю       | Итого            | Итого            | 130  | 8    | 8        | 1        | 7     | 0     | —         | —         | 145   | 9     |
| Ванкувер Уайткэпс  | MLS              | 2017             | 27   | 4    | 2        | 0        | 0     | 0     | 1         | 0         | 30    | 4     |
| Ванкувер Уайткэпс  | Итого            | Итого            | 27   | 4    | 2        | 0        | 0     | 0     | 1         | 0         | 30    | 4     |
| Чикаго Файр        | MLS              | 2018             | 13   | 1    | —        | —        | 3     | 0     | —         | —         | 16    | 1     |
| Чикаго Файр        | Итого            | Итого            | 13   | 1    | —        | —        | 3     | 0     | —         | —         | 16    | 1     |
| Эдмонтон           | CPL              | 2019             | 5    | 0    | —        | —        | —     | —     | —         | —         | 5     | 0     |
| Эдмонтон           | Итого            | Итого            | 5    | 0    | —        | —        | —     | —     | —         | —         | 5     | 0     |
| Мэриленд Бобкэтс   | NISA             | 2021             | 2    | 0    | —        | —        | —     | —     | —         | —         | 2     | 0     |
| Мэриленд Бобкэтс   | Итого            | Итого            | 2    | 0    | —        | —        | —     | —     | —         | —         | 2     | 0     |
| Всего за карьеру   | Всего за карьеру | Всего за карьеру | 219  | 15   | 10       | 1        | 15    | 0     | 1         | 0         | 245   | 16    |

Источники: MLSsoccer.com, Soccerway, worldfootball.net

## Достижения
Командные
 «Торонто»
- Победитель Первенства Канады: 2011